# Leon Sgouros
Leon Sgouros (griechisch Λέων Σγουρός, † 1208 auf Akrokorinth) war ein autonomer byzantinischer Herrscher in Griechenland zu Beginn des 13. Jahrhunderts. Er beerbte noch vor dem Jahr 1200 seinen Vater Theodoros Sgouros im Amt des Archon von Nauplia.

## Leben
Im Jahr 1201 revoltierte Leon Sgouros gegen die Herrschaft des Kaisers Alexios III. und machte sich zum unabhängigen Herrscher. Er ging daran sich ein eigenes Fürstentum in Griechenland zu errichten; der lokale griechisch-orthodoxe Klerus als Repräsentant des Zentralstaates stellte dabei seinen Hauptkonkurrenten dar. Der uneingeschränkten Herrschaft in Nauplia versicherte er sich durch die Einkerkerung des Bischofs der Stadt. Anschließend bemächtigte er sich Argos und der strategisch wichtigen Stadt Korinth, indem er den Erzbischof der Stadt während eines Gastmahls blenden und dann von dem Akrokorinth stürzen ließ. Darauf beabsichtigte Sgouros die Eroberung von Athen, dessen Unterstadt er auch unter großen Verwüstungen einnehmen konnte. Der Bischof der Stadt, Michael Choniates, konnte sich allerdings auf der Akropolis erfolgreich verteidigen. 1202 riegelte Sgouros die Stadt von der See aus ab und unterbrach damit deren Kontakt zu Konstantinopel. Während der weiteren Belagerung von Athen unternahm er einen erfolgreichen Eroberungszug nach Theben. Bis zum Jahr 1203 hatte sich Leon Sgouros ein Fürstentum erobert, das Attika, Böotien und den Isthmus von Korinth umfasste.
Die politische Lage im Byzantinischen Reich änderte sich im Sommer 1203 grundlegend, als das Heer des Vierten Kreuzzuges vor den Mauern Konstantinopels landete. Im April 1204 eroberten die „Lateiner“ die Hauptstadt des Reiches und begründeten ein lateinisches Kaiserreich. Für Leon Sgouros wurde die Lage zunehmend bedrohlich, da die Lateiner militärisch wesentlich stärker waren als der gestürzte byzantinische Kaiser und Anstalten machten, nach Griechenland zu ziehen. Wohl im Spätjahr 1204 traf er sich in Larissa mit dem fliehenden Kaiser Alexios III., dessen Tochter Eudokia er heiratete. Er nahm den Titel despotes an. Dem historischen Vorbild des Spartanerkönigs Leonidas I. folgend, beabsichtigte Sgouros die herannahenden Lateiner unter der Führung des Bonifatius von Montferrat an dem Engpass der Thermopylen aufzuhalten. Da aber versagte ihm die lokale griechische Bevölkerung die Gefolgschaft, die sich wegen seiner vorangegangenen Tyrannei stattdessen den Lateinern zuwandte. Beispielhaft für Sgouros tyrannischen Führungsstil war unter anderem die Behandlung einer der vom Bischof von Athen gestellten Geiseln, bei der es sich um einen jungen Knaben handelte. Sgouros ließ ihn kastrieren, um ihn anschließend als Mundschenk für sich dienen zu lassen. Als der Junge ein Weinglas zerbrach, schlug ihm Sgouros in Rage mit einem eisernen Stab den Schädel ein.
Mit wenigen Anhängern zog sich Sgouros in die starke Burg Akrokorinth zurück und verschanzte sich hier gegen die Lateiner. Die konnten im Sommer 1205 daher Böotien und Attika kampflos einnehmen. Diese Provinzen wurden von Bonifatius von Montferrat an dessen Gefolgsmann Otto de la Roche als Lehen gegeben. Während sich Montferrat selbst gegen Nauplia wandte, nahm dessen Unterführer Jacques d’Avesnes die Belagerung von Akrokorinth auf. Die nächsten Jahre verteidigte sich Sgouros erfolgreich auf dieser Burg, nachdem aber mit den Jahren die Aussicht auf einen Entsatz schwand und der byzantinische Despot von Epirus, Michael I. Komnenos Dukas Angelos, ein Bündnis ausschlug, verlor er die Hoffnung auf Rettung. Im Herbst 1208 stürzte sich Sgouros auf einem Pferd reitend den Felsen des Akrokorinth hinunter. Akrokorinth ergab sich erst 1209 und Nauplia 1210/11 den lateinischen Eroberern.

## Anmerkung und Einzelnachweis
1. ↑  andere Schreibweisen: Leon Sguros, Leo Sgouros, Leo Sguros
2. ↑  Foteini Kolovou: Michaelis Choniatae epistulae, in: Corpus fontium historiae Byzantinae (CFHB) 41 (Berlin, 2001), S. 100–101; Brief des Bischofs Michael Choniates an seinen Neffen, dem sebastos Georgios, in dem er seine Empörung über die Tat zum Ausdruck bringt.

| Personendaten    | Personendaten                                       |
| ---------------- | --------------------------------------------------- |
| NAME             | Leon Sgouros                                        |
| ALTERNATIVNAMEN  | Leon Sguros; Leo Sgouros; Leo Sguros                |
| KURZBESCHREIBUNG | Archon von Nauplia, Herrscher von Korinth und Argos |
| GEBURTSDATUM     | 12. Jahrhundert                                     |
| STERBEDATUM      | 1208                                                |
| STERBEORT        | Akrokorinth                                         |